# キングズ・リン・タウンFC
キングズ・リン・タウン・フットボール・クラブ (King's Lynn Town Football Club) はイングランド、キングズ・リンを本拠地とするサッカークラブである。2020-21シーズンはナショナルリーグ（5部相当）に所属。

## 歴史
キングス・リン・タウンは、2009年に倒産したキングス・リンFCの後継クラブとして2010年に設立された。
新型コロナウイルス感染症の流行によってシーズン途中で終了してしまった2019-20シーズンのナショナルリーグ・ノースでは、終了時点での勝ち点はヨーク・シティを2ポイント下回っていたが、最終順位を「一試合当たりの獲得勝ち点」で決定することになり、2試合少なかったキングズ・リン・タウンFCが1位となった。これによりナショナルリーグへの昇格が決まった。

## 過去の成績
| シーズン | ディビジョン                                                 | ディビジョン | ディビジョン | ディビジョン | ディビジョン | ディビジョン | ディビジョン | ディビジョン | ディビジョン | FAカップ      | リーグ カップ | その他       | その他        | 最多得点者 | 最多得点者 |
| シーズン | リーグ                                                       | 試           | 勝           | 分           | 敗           | 得           | 失           | 点           | 順位         | FAカップ      | リーグ カップ | その他       | その他        | 選手       | 得点数     |
| -------- | ------------------------------------------------------------ | ------------ | ------------ | ------------ | ------------ | ------------ | ------------ | ------------ | ------------ | ------------- | ------------- | ------------ | ------------- | ---------- | ---------- |
| 2017-18  | サザンフットボールリーグ・プレミアディヴィジョン             | 46           | 30           | 10           | 6            | 99           | 39           | 100          | 2位          | 予選2回戦     | -             | FAトロフィー | 予選1回戦敗退 |            |            |
| 2018-19  | サザンフットボールリーグ・プレミアディヴィジョン・セントラル | 42           | 23           | 11           | 8            | 80           | 41           | 80           | 1位          | 予選3回戦     | -             | FAトロフィー | 予選1回戦敗退 |            |            |
| 2019-20  | ナショナルリーグ・ノース                                     | 32           | 19           | 7            | 6            | 63           | 39           | 24           | 1位          | 予選4回戦敗退 | -             | FAトロフィー | 2回戦敗退     |            |            |
| 2020-21  | ナショナルリーグ                                             | 42           | 7            | 10           | 25           | 50           | 98           | 31           | 21位         | 2回戦敗退     | -             | FAトロフィー | 4回戦 敗退    |            |            |

## タイトル
- ナショナルリーグ

ナショナルリーグ・ノース 優勝 : 2019-20
- ノーザンプレミアフットボールリーグ

ディヴィジョン1・サウス 優勝 : 2012-13
- ノーフォーク・シニア・カップ

優勝 : 2016-17

## 記録
- FAカップ最高成績 : 予選4回戦

(2011–12, 2014–15, 2019–20)
- FAトロフィー最高成績 : 3回戦

(2012-13)
- FAヴェイス最高成績 : ベスト4

(2010-11)